# UTC-05:00

UTC-5: azul oscuro (diciembre), naranja (junio), amarillo (todo el año), azul claro (área marítima).

UTC-05:00 es el trigésimo segundo huso horario del planeta cuya ubicación geográfica se encuentra en el meridiano 75 oeste. Aquellos países que se rigen por este huso horario se encuentran 5 horas por detrás del meridiano de Greenwich.

## Hemisferio norte

### Países que se rigen por UTC-05:00 todo el año
| Abreviatura | Nombre Completo                                | País |
| ----------- | ---------------------------------------------- | --- |
| COT         | Hora de Colombia (Colombia Time)               | Colombia |
| ECT         | Hora de Ecuador (Ecuador Time)                 | Ecuador (excepto las Islas Galápagos) - Provincia de Carchi - Provincia de Esmeraldas (parte) - Provincia de Imbabura (parte) - Provincia de Sucumbíos (parte) |
| EST         | Hora Estándar del Este (Eastern Standard Time) | Canadá - Nunavut - Isla de Southampton Jamaica México - Quintana Roo Panamá Reino Unido - Islas Caimán                                                         |

### Países que se rigen por UTC-05:00 en Horario Estándar
| Abreviatura | Nombre Completo                                | País |
| ----------- | ---------------------------------------------- | --- |
| CST         | Hora Estándar de Cuba (Cuba Standard Time)     | Cuba |
| EST         | Hora Estándar del Este (Eastern Standard Time) | Bahamas Canadá - Nunavut (excepto Kugluktuk, Cambridge Bay y la Isla de Southampton) - Ontario (partes al este del meridiano 90 oeste) - Quebec (zonas al oeste del meridiano 63 oeste) Estados Unidos - Carolina del Norte - Carolina del Sur - Connecticut - Delaware - Florida (excepto los condados de Bay, Calhoun, Escambia, Holmes, Jackson, Okaloosa, Santa Rosa, Walton y Washington y norte del Condado de Gulf) - Georgia - Indiana (excepto los condados de Gibson, Jasper, La Porte, Lake, Newton, Perry, Porter, Posey, Starke. Vanderburgh y Warrick) - Kentucky (parte este) - Maine - Maryland - Massachusetts - Míchigan (excepto los condados de Dickinson, Gogebic, Iron y Menominee) - Nuevo Hampshire - Nueva Jersey - Nueva York - Ohio - Pensilvania - Rhode Island - Tennessee (parte este) - Vermont - Virginia - Virginia Occidental - Washington D. C. Haití Reino Unido - Islas Turcas y Caicos |

### Países que se rigen por UTC-05:00 en Horario de Verano
| Abreviatura | Nombre Completo                                   | País |
| ----------- | ------------------------------------------------- | --- |
| CDT         | Hora de Verano del Centro (Central Daylight Time) | Canadá - Manitoba - Ontario (partes al oeste del meridiano 90 oeste) - Saskatchewan - Creighton - Denare Beach Estados Unidos - Alabama - Arkansas - Dakota del Norte (partes norte y este) - Dakota del Sur (parte este) - Florida - Bay - Calhoun - Condado de Gulf (norte) - Escambia - Holmes - Jackson - Okaloosa - Santa Rosa - Walton - Washington - Illinois - Indiana - Gibson - Jasper - La Porte - Lake - Newton - Perry - Porter - Posey - Starke - Vanderburgh - Warrick - Iowa - Kansas (excepto los condados de Greeley, Hamilton, Sherman y Wallace) - Kentucky (parte oeste) - Luisiana - Míchigan - Dickinson - Gogebic - Iron - Menominee - Minesota - Misisipi - Misuri - Nebraska (parte este) - Oklahoma - Tennessee (parte oeste) - Texas (excepto el Condado de Hudspeth, El Paso y parte del Condado de Culberson) - Wisconsin México - Chihuahua - Coyame de Sotol - Ojinaga - Manuel Benavides - Coahuila - Acuña - Allende - Guerrero - Hidalgo - Jiménez - Morelos - Nava - Ocampo - Piedras Negras - Villa Unión - Zaragoza - Nuevo León - Anáhuac - Tamaulipas - Camargo - Guerrero - Gustavo Díaz Ordaz - Matamoros - Mier - Miguel Alemán - Nuevo Laredo - Reynosa - Río Bravo - Valle Hermoso |

## Hemisferio sur

### Países que se rigen por UTC-05:00 todo el año
| Abreviatura | Nombre Completo                | País |
| ----------- | ------------------------------ | --- |
| ACT         | Hora de Acre (Acre Time)       | Brasil - Acre - Amazonas parcialmente (parte oeste) - Benjamín Constant - Eirunepé - Tabatinga |
| ECT         | Hora de Ecuador (Ecuador Time) | Ecuador (excepto las Islas Galápagos) - Provincia de Azuay - Provincia de Bolívar - Provincia de Cañar - Provincia de Chimborazo - Provincia de Cotopaxi - Provincia de El Oro - Provincia de Esmeraldas (parte) - Provincia del Guayas - Provincia de Imbabura (parte) - Provincia de Loja - Provincia de Los Ríos - Provincia de Manabí - Provincia de Morona Santiago - Provincia de Napo - Provincia de Orellana - Provincia de Pastaza - Provincia de Pichincha - Provincia de Santa Elena - Provincia de Santo Domingo de los Tsáchilas - Provincia de Sucumbíos (parte) - Provincia de Tungurahua - Provincia de Zamora Chinchipe |
| PET         | Hora de Perú (Perú Time)       | Perú |

### Países que se rigen por UTC-05:00 en Horario de Verano
| Abreviatura | Nombre Completo                                                 | País                   |
| ----------- | --------------------------------------------------------------- | ---------------------- |
| EASST       | Hora de Verano de la Isla de Pascua (Easter Island Summer Time) | Chile - Isla de Pascua |